# مثون، هرفوردشر
مثون (به انگلیسی: Mathon) یک روستا و محله مدنی در بریتانیا است که در هرفوردشر واقع شده‌است. مثون ۲۸۰ نفر جمعیت دارد.